# Na podmostkakh stseny
Na podmostkakh stseny (russisk: На подмостках сцены) er en sovjetisk spillefilm fra 1956 af Konstantin Judin.

## Medvirkende
- Vasilij Merkurjev som Lev Gurytj Sinitjkin
- Lilija Judina som Liza
- Tatjana Karpova som Surmilova
- Nikolaj Afanasjev som Vetrinskij
- Mikhail Janshin som Borzikov